# 三原永道
三原 永道（みはら の ながみち）は、平安時代初期から前期にかけての貴族。参議・三原春上の子か。官位は従五位上・摂津権守。

## 経歴
従五位下に叙爵ののち、嘉祥4年（851年）伯耆守に任ぜられる。その後も、天安3年（859年）出雲守、貞観7年（865年）播磨守と文徳朝から清和朝にかけて地方官を歴任した。この間、播磨守在任中の貞観8年（866年）には、同国の夷俘長であった宇賀古秋野・尺漢手纒らが国境を越えて近江国に不当に滞在している旨の報告があり、夷俘の管理を強化して自由に国境を越えて往来させないよう太政官符が下されている。
摂津権守在任中の貞観19年（877年）に従五位上に叙せられた。

## 官歴
『六国史』による。
- 時期不詳：従五位下
- 嘉祥4年（851年） 2月21日：伯耆守
- 天安3年（859年） 正月13日：伯耆守。2月13日：出雲守
- 貞観7年（865年） 正月27日：播磨守
- 時期不詳：摂津権守
- 貞観19年（877年） 正月3日：従五位上